# ريفا تيونر
ريفا تيونر هو برنامج مجاني متخصص في ضبط إعدادات بطاقات الرسوميات (Graphics Cards) وتحسين أدائها، ويستخدم بشكل رئيسي من قبل اللاعبين والمستخدمين المحترفين في مجال الرسومات والألعاب.  يتضمن البرنامج العديد من الخيارات والإعدادات التي يمكن استخدامها لزيادة كفاءة البطاقة الرسومية وتحسين جودة الصورة وتحسين الأداء العام للحاسوب. ويحتوي ايضا البرنامج ميزات مثل عرض درجات الحرارة وسرعات المروحة واستخدام الذاكرة وغيرها من المعلومات المتعلقة بالبطاقة الرسومية.

## مميزات
بعض ميزات RivaTuner هي:
- دعم الشاشات المتعددة .
- محرر التسجيل المدمج.
- أداة رفع تردد التشغيل .
- دعم وحدة مراقبة الأجهزة من NVIDIA وATI Technologies .
- التحكم في المروحة.
- يدعم لوحة Logitech G15 LCD.

## أنظر أيضا
- التغيير والتبديل
- رفع تردد التشغيل

## روابط خارجية
- مقابلة Rivatuner 2012 VideoCardz.com
- الصفحة الرئيسية للغة الإنجليزية من RivaTuner نسخة محفوظة 18 سبتمبر 2023 على موقع واي باك مشين.